# Левичев, Василий Николаевич
Василий Николаевич Левичев (22 декабря 1891 — 26 ноября 1937) — советский военный деятель, первый заместитель начальника Генерального штаба РККА, комкор, с 1933 по 1934 - военный атташе в Германии, с 1934 по июнь 1937 - член Военного Совета при народном комиссаре обороны СССР.

## Биография
Родился 22 декабря 1891 года в деревне Починок, Святолуцкого сельского общества, Архангельской волости, Вологодского уезда, Вологодской губернии (ныне — Сокольский район, Вологодской области) в крестьянской семье.
Русский, образование высшее. Штабс-капитан русской императорской армии. Член РКП(б) с января 1919 года.
8 июля 1926 года, будучи начальником Главного управления РККА, предложил учредить новую награду — «Орден Ильича» и выдавать ее лицам, уже имевшим четыре ордена Красного Знамени.
Данная награда должна была стать высшим боевым знаком отличия. Однако, поскольку Гражданская война в России уже закончилась, проект нового ордена на тот момент принят не был.
В то же время Совет народных комиссаров СССР признавал потребность в создании высшей награды Советского Союза, вручаемой не только за военные заслуги.

## Образование
- Обучался в Устьянском двухклассном училище Вологодской губернии Министерства Народного Просвещения с 1902 по 1907 годы.
- Окончил учительскую семинарию в 1912;
- Окончил Петергофскую школу прапорщиков;
- Слушатель Военно-академических курсов высшего командного состава в 1922—1923.
- (Групповая фотография выпускников курсов)

## Послужной список
Учитель Устьянского Министерского училища до октября 1914 года.
В годы первой мировой войны, с октября 1914 по февраль 1918 в действующей царской армии (на дату 8 января 1918 — полковой адъютант XVI Особого пехотного полка).
С апреля 1919 в РККА. С этого же года военком Вологодской губернии.
С 1920 помощник военкома Киевской губернии
С 1922 начальник Киевского боевого участка.
В 1923—1924 начальник 8-й Петроградской пехотной школы
В 1924—1926 помощник, заместитель начальника Главного управления РККА.
В 1926—1928 начальник Главного управления РККА.
В 1928—1929 командир и военком 2-го стрелкового корпуса.
В 1929—1930 — командир 14-го стрелкового корпуса.
В 1930 вновь начальник Главного управления РККА.
В 1930—1933 заместитель начальника Штаба РККА и одновременно ответственный редактор журнала «Военный вестник» (бывший «Военный сборник»).
В 1932—1933 годах был в числе последних командиров РККА, прошедших обучение в военно-учебных заведениях рейхсвера в Германии перед их отозванием из-за прихода нацистов к власти.
C 1933 по декабрь 1934 военный атташе в Германии.
С декабря 1934 по июнь 1937 — заместитель начальника Генерального Штаба РККА и член Военного Совета при народном комиссаре обороны СССР.

## Репрессии
Арестован 4 июня 1937 (по другим сведениям 5 июня), приговорён ВКВС СССР 26 ноября 1937 к ВМН по обвинению во вредительстве и участии в антисоветском военно-фашистском заговоре; в тот же день расстрелян.
Место захоронения — Новое Донское кладбище, могила номер 1 — (специально отведенное место во дворе крематория, впоследствии получившее известность как «могила невостребованных прахов № 1»).
Реабилитирован 28 июля 1956 года.

## Адрес
Москва, Большой Ржевский переулок, дом 11, квартира 6 («Дом военных»).

## Семья
С 10 февраля 1919 года в браке с Левичевой (Пушкиной) Елизаветой Алексеевной, служащей Гупромкома. На момент брака проживали в г.Вологда, ул.Герцена, дом 19.
Пушкина Елизавета Алексеевна родилась в 1898 г. в селе Устье Вологодской губернии.  
Окончила гимназию в Вологде, техникум иностранных языков и курсы машинописи в Москве. На момент ареста работала переводчицей с немецкого языка в Разведывательном управлении РККА. Арестована 17 июля 1937 г. Как ЧСИР приговорена 10 декабря 1937 г. ОСО при НКВД СССР к 8 годам лагерей. Срок отбывала в АЛЖИРе Карлага (с.Акмол). Освобождена в июле 1945 г. Ввиду ограничений в выборе мест проживания осталась работать в Карлаге в Доме младенца МВД сестрой-воспитательницей. Реабилитирована 25 февраля 1956 г.
Дочь Левичева Галина Васильевна родилась 05.11.1919 г.  (23 октября 1919 г. по старому стилю, согласно метрической книге)) в Вологде. 
На момент ареста студентка первого курса 2-го Московского медицинского института, Арестована 25 ноября 1937 г. по обвинению в недоносительстве на отца и в поддержании связи с участниками террористической группы, состоящей из детей репрессированных военачальников РККА. Приговорена 16 декабря 1937 г. ОСО при НКВД СССР к 5 годам лагерей. Срок отбывала в Сарептском отделении Карлага. Освобождена в ноябре 1942 г. Ввиду ограничений в выборе места проживания осталась работать в Джартасском отделении Карлага вольнонаемной. Реабилитирована определением ВКВС СССР от 25 августа 1956 г.

## Автор книг
Военный вестник, 1926 «Основы милиционно-территориальной организации»
Московский рабочий, 1925 «Призыв в Красную армию 1903 года»
Московский рабочий, 1927 «О допризывной подготовке в 1926—1927 гг»

## Память
Решением Вологодского горисполкома от 23 октября 1963 года в честь Левичева Василия Николаевича улица Речников в городе Вологда была переименована в улицу Левичева.